# Desirée Rossit
Desirée Rossit (née le 19 mars 1994 à Udine) est une athlète italienne, spécialiste du saut en hauteur.

## Carrière
Le 31 janvier 2015, elle atteint 1,91 m en salle à Pordenone. Championne d'Italie en 2015, après avoir franchi 1,94 m le 22 mai 2016 à Namur, elle établit le 10 juin 2016, avec 1,97 m au premier essai, la meilleure performance mondiale en plein air de 2016, lors des Championnats nationaux juniors et espoirs à Bressanone. Elle fait quelques jours plus tard ses débuts en Ligue de diamant à l'occasion du Bauhaus-Galan de Stockholm où elle échoue par trois fois à 1,81 m.
Le 25 juin, Rossit prend une décevante 4e place aux Championnats d'Italie avec 1,80 m, échouant par trois fois à 1,86 m. Elle se classe 6e des Championnats d'Europe d'Amsterdam avec 1,89 m. Elle se classe 16e de la finale des Jeux olympiques de Rio avec 1,88 m.

## Palmarès
| Date | Compétition                     | Lieu           | Résultat | Marque |
| ---- | ------------------------------- | -------------- | -------- | ------ |
| 2013 | Championnats d'Europe juniors   | Rieti          | 10e      | 1,78 m |
| 2015 | Championnats d'Europe espoirs   | Tallinn        | 6e       | 1,84 m |
| 2016 | Championnats de la Méditerranée | Tunis          | 1re      | 1,92 m |
| 2016 | Championnats d'Europe           | Amsterdam      | 6e       | 1,89 m |
| 2016 | Jeux olympiques                 | Rio de Janeiro | 16e      | 1,88 m |

### Records
| Épreuve         | Épreuve   | Performance | Lieu       | Date            |
| --------------- | --------- | ----------- | ---------- | --------------- |
| Saut en hauteur | Plein air | 1,97 m      | Bressanone | 10 juin 2016    |
| Saut en hauteur | En salle  | 1,91 m      | Pordenone  | 31 janvier 2015 |